# Бардкор
Бардкор (англ. bardcore)  или  [англ.] tavernwave — музыкальный микрожанр ремейков популярных песен в средневековом стиле, ставший популярным в 2020 году.

## Этимология названия
Название является производным от слов bard (средневековый музыкант и рассказчик, а также часть названия коллектива — пионера жанра), и hardcore (музыкальный стиль хардкорная музыка).

## История
До того, как термин bardcore стал широко известен, в декабре 2017 года музыкальная группа Алгал Бард (англ. Algal the Bard) опубликовала на YouTube версию «Toxicity» группы System of a Down, исполненную в средневековом стиле. К 2020 году клип набрал несколько миллионов просмотров.
The Guardian датирует возникновение бардкора как отдельного направления 20 апреля 2020 года, во время ковидного карантина ковидного карантина, когда 27-летний немецкий ютубер Корнелиус Линк выпустил «Astronomia (средневековый стиль)» (англ. Astronomia (Medieval Style)). Трек является ремейком электронного танцевального трека Тони Иги «Astronomia» 2010 года, который получил известность как саундтрек к мему о танце с гробом.
Вслед за этим Линк несколько недель спустя выпустил в средневековом стиле инструментальную версию песни «Pumped Up Kicks» коллектива Foster the People, которую канадский ютубер Хильдегард фон Блингин (игра слов с именем средневекового композитора Хильдегард фон Бинген), затем она был переиздана с добавленным вокальным треком, в котором использована средневековая адаптация оригинального текста. К концу июня обе версии обработанной песни набрали 4 миллиона просмотров. Хильдегард фон Блингин также исполнил каверы на «Bad Romance» Леди Гаги, « Creep» Radiohead, «Jolene» Долли Партон, «Summertime Sadness» Ланы Дель Рей и «Somebody That I Use to Know» Готье, изменив ритм и текст песни, чтобы они соответствовали жанру/
Wu Tang Clan поддержали исполнителя бардкора «Beedle the Bardcore», опубликовав его кавер на их трек CREAM на своем официальном канале YouTube.
К этой тенденции присоединились и другие ютуберы, в том числе латвийская группа Auļi, Graywyck, Константин Бард и Самус Ордикус. Эльмира Танатарова в i-D предполагает, что бардкор "несет в себе вес многолетних мемов, созданных о средневековой эпохе, и мрачную темноту того периода времени, которая обращается к экзистенциальному юмору поколения Z ". Обложки бардкорных песен часто представляют собой средневековые изображения каверов на песню, часто в стиле гобелена из Байе или иллюминированных рукописей .
В октябре 2020 года Скотт Миллс представил в своем шоу на BBC Radio 1 в прайм-тайм треки известных исполнителей бардкора: Beedle the Bardcore, Hildegard Von Blingin' и Stantough (кавер на песню Гарри Стайлса «Арбузный сахар»).

## Комментарии
1. ↑  Происходит от слова бард (англ. bard) — профессиональный рассказчик и музыкант в средневековых галлийской и британской культурах[1].
2. ↑  Термин "bardcore" появился в поисках Гугля в июне 2020 года[4].